# حزب العمل الديمقراطي (فنزويلا)
حزب العمل الديمقراطي (بالإسبانية: Acción Democrática) واختصاراً AD هو حزب سياسي فنزويلي تأسس في عام 1941. والمعروف أيضا باسم الحزب الأبيض وحزب الشعب، وهو حزب سياسي وعضو في الاشتراكية الدولية. من 1958-1998 شغل الحزب السلطة السياسية على فنزويلا بطريقة الحزبين الجمهوري والديمقراطي مع حزب كوبيه (COPEI)، مع رئاسة كل من رومولو بيتانكور، راؤول ليوني، كارلوس أندريس بيريز (مرتين) وجايمي لوزينتشي.
كان الحزب في الأصل يساريا اشتراكيا، والذي قد دعا إلى القومية التقدمية ومعاداة الإمبريالية، وفي عهد الثمانينات تبنت أيديولوجية الاشتراكية الديمقراطية بشكل أكثر اعتدالا، وتجاهل سياسة وسط اليسار ودمج مبدأ أكثر تعددية.
ان الحزب وتاريخه لعب دورا هاما في السنوات الأولى من الديمقراطية في فنزويلا، وقد قاد أول حكومة ديمقراطية في فنزويلا خلال الفترة (1945-1948). ثم جاء عقد ديكتاتوري (1948-1958) الذي أدى إلى استبعاد الحزب السلطة.
جاء أربعة رؤساء من حزب العمل الديمقراطي في الفترة من 1960 إلى عقد 1990، إلا أن في أواخر التسعينات قد عانت مصداقية الحزب خاصة بسبب وقائع الفساد والمشاكل الاقتصادية التي تعاني منها فنزويلا خلال اخر جولتين لجيمي لوسينشي (1984-1989) وكارلوس أندريس بيريز (1989-1993). وقد تم فصل الرئيس الأخير بسبب الفساد، ونتيجة لذلك قضى عدة سنوات في السجن
ومنذ الانتخابات الرئاسية التي أجريت في عام 1998، كان للحزب سلسلة من الانقسامات أدت إلى وجود أحزاب جديدة (مثل حزب ونيفو تييمبو، وبريميرو جوستيسيا).
في الانتخابات البرلمانية التي جرت في 6 ديسمبر، كان التحالف الديمقراطي جزءا من تحالف الوحدة الديمقراطية (MUD)، وهو التحالف الذي تمكن من الحصول على أغلبية مؤهلة للعمل الديمقوراطي في الحصول على 26 مقعد من 167 مقعدا في الجمعية الوطنية، كونها ثاني أكبر قوة تحالف بعد الأمين العام بريميرو جوستيكا، وكان هنري راموس رئيس الجمعية الوطنية خلال الفترة 2016-2017.

## النتائج الانتخابية

### الانتخابات الرئاسية
| عام                                 | المرشح                            | # من الأصوات          | ٪ من الأصوات          | +/-                   | الانتخابات            |
| ----------------------------------- | --------------------------------- | --------------------- | --------------------- | --------------------- | --------------------- |
| 1941                                | رومولو جايجوس                     | 13                    | 9.5%                  |                       | غير مباشر             |
| 1947                                | رومولو جايجوس                     | 871.752               | 74.47%                |                       | مباشر                 |
| 1958                                | رومولو بيتانكور                   | 1.284.092             | 49.18%                | ▲ 47.4%               | مباشر                 |
| 1963                                | راؤول ليوني                       | 957.574               | 32.81%                | ▼ 25.4%               | مباشر                 |
| 1968                                | غونزالو باريوس                    | 1.050.806             | 28.24%                | ▲ 9.7%                | مباشر                 |
| 1973                                | كارلوس أندريس بيريز               | 2.130.743             | 48.70%                | ▲ 102.9%              | مباشر                 |
| 1978                                | لويس بينيرا                       | 2.309.577             | 43.31%                | ▲ 8.4%                | مباشر                 |
| 1983                                | خايمي لوسنشي                      | 3.773.731             | 56.72%                | ▲ 63.4%               | مباشر                 |
| 1988                                | كارلوس أندريس بيريز               | 3.868.843             | 52.89%                | ▲ 2.5%                | مباشر                 |
| 1993                                | كلاودي فيرمن                      | 1.335.287             | 23.60%                | ▼ 65.5%               | مباشر                 |
| 1998                                | هينريك سالس رومير (مشروع فنزويلا) | 2.613.161             | 39.97%                |                       | مباشر                 |
| 2000                                | No presentó candidato             | No presentó candidato | No presentó candidato | No presentó candidato | No presentó candidato |
| 2006                                | No presentó candidato             | No presentó candidato | No presentó candidato | No presentó candidato | No presentó candidato |
| 2012                                | إنريكه كابريليس (PJ)              | 6.591.304             | 44.31%                | ▲ 53.6%               | مباشر                 |
| الانتخابات الرئاسية الفنزويلية 2013 | إنريكه كابريليس (PJ)              | 7.363.264             | 49.12%                | ▲ 11.7%               | مباشر                 |

|  | En coalición con otros partidos |